# Karl Münich
Karl Münich (ur. 27 sierpnia 1848, zm. ?) – szermierz, szpadzista reprezentujący Austrię, uczestnik letnich igrzysk olimpijskich w 1912 roku.